# Lányi András (író)
Lányi András (Budapest, 1948. augusztus 10. –) magyar író, filozófus, filmrendező, a Szabad Kezdeményezések Hálózata (az SZDSZ elődje), a Védegylet, majd az Élőlánc Magyarországért egyik alapítója.

## Legfontosabb jelenlegi munkái, tisztségei
Nyugalmazott egyetemi docens, az Eötvös Loránd Tudományegyetem Társadalomtudományi Karának Humánökológia mesterszakának alapítója és első szakigazgatója, tanít a Magyar Képzőművészeti Egyetemen. Tagja a Heti Válasz tanácsadó szerkesztőbizottságának. A Szélsőközép berkein belül tudományos műsort vezet az Inga Kultúrkávézóban, “Miért nem szeretjük a zöldeket?” címmel.

## Közéleti kezdeményezései, alapítói tevékenysége
Kezdeményezője és szerkesztője az 1980-as évek magyar szamizdat folyóiratának, a Kisúgónak, mely – az Élőlánc kiadásában – 2006-tól újra megjelenik. A rendszerváltást megelőző években alapító főtitkára a Magyar Filmklubok és Filmbarátok Szövetségének, névadó alapítója és szerkesztője a Fekete Doboz videófolyóiratnak. Részt vett a Kék Lista környezetvédő csoport létrehozásában. 1997-ben a Duna Charta alapító tagja. 2000-ben Karátson Gáborral megalapította a Védegyletet, melynek kezdetben szóvivője volt, 2005-ben kilépett. 2002-ben Csizmadia Ervinnel létrehozta a Méltányosság Politikaelemző Kört. 2005-ben az Élőlánc Magyarországért alapítója. 2017-ben egyik alapítója a két évvel később újraindított Karátson Gábor Körnek, mely 2020-ban közéleti, ökopolitikai egyesületként tevékenykedik.

## Pályája
Diplomája megszerzése után dolgozott a televízióban, és dokumentumfilmeket forgatott, majd a MAFILM munkatársa lett. Érdeklődést keltett Segesvár című, a Balázs Béla Stúdióban forgatott filmjével (1974). Hat játékfilm és tv-játék, illetve számos szociográfiai dokumentumfilm rendezője.
Részt vett a demokratikus ellenzék tevékenységében, szamizdat újságot, videofolyóiratot szerkesztett, Lehrstück Mária néven ellenzéki folyóiratokban publikált.
1988-tól egyik szervezője a Duna-mozgalomnak, a vízlépcsőrendszer ellen tiltakozó mozgalomnak, máig részt vesz a dunai vízlépcsők elleni küzdelem szervezésében.
Egy évtizeden át a Liget irodalmi és ökológiai folyóirat főmunkatársa volt. Írt regényt, elbeszélést, tankönyvet, esszét, publicisztikát, szerkesztett ökofilozófiai antológiát. 1967-től többek között az alábbi folyóiratokban jelentek meg tanulmányai: 2000, Beszélő, Diakónia, Filmkultúra, Forrás, Fundamentum, Holmi, Kortárs, Kovász, Kritika, Liget, Magyar Filozófiai Szemle, Medvetánc, Pannonhalmi Szemle, Politikatudományi Szemle, Századvég, Új Írás, Valóság, Világosság.

## Iskolái
- 1962–66: Eötvös József Gimnázium (Budapest)
- 1969–73: Színház- és Filmművészeti Főiskola (Budapest), filmrendezői szak, film- és tv-rendező diploma
- 1996: a filozófiai tudományok kandidátusa Kísérlet a politikai filozófia néhány problémájának humánökológiai értelmezésére című disszertációjával. Kutatási területe: politikai filozófia és etika, humánökológia.

## Felsőoktatási tevékenysége
- 1989–92: az esztergomi Vitéz János Római Katolikus Tanítóképző Főiskola Filmelméleti Specializációjának szakmai vezetője, A mozi társadalomtörténete című tárgy előadója.
- 1995–98. az Eötvös Loránd Tudományegyetem Bölcsészettudományi Kara Humánökológiai Programjának szervezője, ökofilozófiát, politikai ökológiát ad elő.
- 1997–99. a Janus Pannonius Tudományegyetem Tanárképző Intézetének docense
- 1999-től docens az Eötvös Loránd Tudományegyetem Bölcsészettudományi Karán, ugyanitt a Szociológiai Intézetben (később a Társadalomtudományi Karon) a Településtudományi és Humánökológia Szakirányért, a Pécsi Tudományegyetem Bölcsészettudományi Kara Szociológia Tanszékén (2004-ig) a Környezetszociológia Szakirányért felelős oktató.

## Tudományos kutatás
- 1986–87: Magyar Tudományos Akadémia Történettudományi Intézet, XIX-XX. Századi Művelődéstörténeti Kutatócsoport (Irodalmi tömegkultúra Magyarországon a két világháború között)
- 1994–96: a Magyar Tudományos Akadémia Szociológiai Intézete tudományos munkatársa, kutatási területe: újrapolgárosodás és intergenerációs mobilitás
- 1996–99: Környezeti konfliktusok a társadalmi érdek erőterében című OKTK-kutatás

## Könyvei
- Az írástudók áru(vá vá)lása. Az irodalmi tömegkultúra a két világháború közti Magyarországon; Magvető, Budapest, 1988 (Gyorsuló idő)
- Hölgyek titkára; Magvető, Budapest, 1989 (regény)
- Egy örömóda titkos záradéka; Liget–"Egészség" Alkoholmentes Rehabilitációs Egyesület, Budapest, 1990 (esszé)
- A kettészakított üstökös. Széchenyi, Arany, Jókai, Görgey. Négy történelmi esszé; Liget Műhely Alapítvány, Budapest, 1992 (Liget könyvek)
- A másik köztársaság; Liget Műhely Alapítvány, Budapest, 1993 (Liget könyvek) (esszé)
- Valahol megint utat vesztettünk; Liget Műhely Alapítvány, Budapest, 1996 (Liget könyvek) (esszé)
- Egy fellebbezés elutasítása. Novellák; Liget Műhely Alapítvány, Budapest, 1997 (Liget könyvek)
- Erkölcsi esettanulmányok (Jakab Györggyel) (Alternatív Közgazdasági Gimnázium, 1999) (középiskolai tankönyv)[halott link]
- Együttéléstan. A humánökológia a politikai filozófiában; Liget Műhely Alapítvány, Budapest, 1999 (Liget könyvek) (esszé)
- Fekete Judit: Alapszemlélet a jövőről / Lányi András: Környezeti jövőképünk alakításának szempontjai; OKT–MTA Szociológiai Kutatóintézet, Budapest, 2002 (Műhelytanulmányok Magyarország környezeti jövőképéről)
- Létezik-e? Esszék; Hanga–Új Mandátum, Budapest, 2003
- Hölgyek titkára; Kortárs, Budapest, 2004
- Borsos Balázs: Elefánt a hídon. Gondolatok az ökológiai antropológiáról; Borsos Béla, Kiss Lajos András és Lányi András vitacikkeivel; L'Harmattan, Budapest, 2004 (Környezet és társadalom)
- A fenntartható társadalom; L'Harmattan, Budapest, 2007 (Fenntarthatóság és globalizáció)
- A globalizáció folyamata; L'Harmattan, Budapest, 2007 (Fenntarthatóság és globalizáció)
- Porcelán az elefántboltban. Az ökológiai politika kezdetei Magyarországon; Heti Válasz, Budapest, 2009
- Az ember fáj a földnek. Utak az ökofilozófiához; L'Harmattan, Budapest, 2010 (Ökoetika)
- Bevezetés az ökofilozófiába; L'Harmattan, Budapest, 2020 (Ökoetika)
- Lányi András–Jakab György: Erkölcsi esettanulmányok; Független Pedagógiai Intézet, Budapest, 2010
- Oidipusz avagy A természetes ember; Liget Műhely Alapítvány, Budapest, 2015 (Liget könyvek)
- Elképzelt közösségeim; Scolar, Budapest, 2016
- Bevezetés az ökofilozófiába. Kezdő halódóknak; L'Harmattan–Könyvpont, Budapest, 2020 (Ökoetika)
- Karátson Gábor; Kortárs, Budapest, 2022 (Karátson archívum könyvek)
- The philosophy of eco-politics; L'Harmattan, Budapest–Paris, 2022 (Ecoethics)
- Menekülés a győztesek táborából. Válogatott tanulságok 2019–2023; Magyar Hang Könyvek, Budapest, 2023
- Búcsú a tizenkilencedik századtól; L'Harmattan Kiadó, Budapest, 2024

## Szerkesztő, társszerkesztő
- Kisúgó (szamizdat) (1981)
- Arat a magyar (Magyar Tudományos Akadémia Szociológiai Intézet, 1988, Szalai Júlia et. al.)
- Természet és szabadság. Humánökológiai olvasókönyv; szerk. Lányi András; ELTE Szociológiai és Szociálpolitikai Intézet–Osiris, Budapest, 2000 (Osiris tankönyvek)
- A szag nyomában. Környezeti konfliktusok és a helyi társadalom; szerk. Lányi András; Osiris–ELTE BTK Szociológiai Intézet, Budapest, 2001
- Az iskola – bukásra áll? A Védegylet oktatáspolitikai javaslatai; szerk. Bajomi Iván, Lányi András; Védegylet, Budapest, 2004
- Környezet és etika. Szöveggyűjtemény; szerk. Lányi András, Jávor Benedek; L'Harmattan, Budapest, 2005 (Ökoetika)
- Miért fenntarthatatlan, ami fenntartható?; szerk. Lányi András, Farkas Gabriella; L'Harmattan, Budapest, 2010 (Környezet és társadalom)
- Se vele, se nélküle? Tanulmányok a médiáról; szerk. Lányi András, László Miklós; Complex, Budapest, 2014
- A fenntarthatóság témaköre a felsőoktatásban. A Magyar Tudományos Akadémia és az Unesco Magyar Nemzeti Bizottság az ELTE Humánökológiai mesterszak közreműködésével, 2018. november 19-én rendezett tudományos tanácskozásának dokumentumai; szerk. Lányi András, Kajner Péter; Unesco Magyar Nemzeti Bizottság, Budapest, 2019
- Harmadik út. Ökopolitikai programtöredék; szerk. Lányi András; Karátson Gábor Kör, Budapest 2021
- 1988-90: a Fekete Doboz videoperiodika alapító szerkesztője
- 1994–2004: a Liget irodalmi és ökológiai folyóirat főmunkatársa

## Főbb rendezései
- Segesvár (1974)
- Tíz év múlva (1978)
- Napló, Ál-Petőfi, Valaki figyel (1984)
- Az új földesúr (1988)
- TV-filmek (pl. Napló) (1975)

## Oktatás- és kultúrpolitikai tevékenysége
- 1986-87: a Magyar Filmklubok és Filmbarátok Szövetsége alapító főtitkára
- 1990-92: a Fidesz parlamenti frakciója kultúrpolitikai tanácsadója
- 1991–2003: a Magyar Mozgókép Közalapítvány Képzési és Kutatási Szakkollégiumának elnöke
- 1996-97: a filmszakmai és kulturális szervezetek képviselője az MTV Közalapítvány Kuratóriumában
- 1994-96: a Nemzeti alaptanterv Mozgókép- és Médiaoktatási fejezetének társszerzője
- 1999- Oktatási Minisztérium Etikaoktatási Bizottság: az Emberismeret, etika, Társadalomismeret, valamint Mozgóképkultúra, médiaismeret gimnáziumi kerettantervek, Emberismeret, etika érettségi követelmények kidolgozása

## Rendszeresen meghirdetett kurzusai
- A globalizáció folyamata
- Környezet és etika
- Kulturális változások az ezredfordulón
- Politikai ökológia
- Környezeti konfliktusok
- Média és környezet
- Fenntarthatóság és globalizáció
- Utak az ökofilozófiához

## Konferencia-előadások (2000-től) (válogatás)
- 2000. március: Környezeti konfliktusok és a helyi társadalom (Pécsi Tudományegyetem – Pécs)
- 2001. november: Magyar Szociológiai Társaság (Székesfehérvár)
- 2001. november 30.–december 1.: Az emberi jogok és az európai tradíció (Berzsenyi Dániel Főiskola Németh László Szakkollégiuma – Szombathely)
- 2002. március: A budapesti agglomeráció (Magyar Urbanisztikai Társaság – Budapest)
- 2002. május: Magyar Pszichológiai Társaság, Környezetpszichológiai Tagozat (Szeged)
- 2002. június: Vita a globalizációról (Magyar Közgazdasági Társaság – Budapest)
- 2002. szeptember: Hermeneutika és pedagógia (Kossuth Lajos Tudományegyetem Neveléstudományi Tanszék – Debrecen)
- 2002. október: Pluralitás és kommunikáció (Babeș–Bolyai Tudományegyetem Filozófia Tanszék – Kolozsvár)
- 2003. október: A komplex kultúrakutatás dilemmái (Miskolci Egyetem Kulturális Antropológia Tanszék)
- 2005. március: Budapest Főváros Középtávú Fejlesztési Terve (opponens) (Főpolgármesteri Hivatal – Budapest)
- 2005. április: A szexualitás ezer arca (Szegedi Tudományegyetem Bölcsészettudományi Kara Társadalomtudományi Szakkollégiuma – Szeged)
- 2005. április: A fenntarthatóság a felsőoktatásban (Eötvös Loránd Tudományegyetem–KÖNKOMP – Budapest)
- 2005. május: Média és erőszak (Eötvös Loránd Tudományegyetem Bölcsészettudományi Kar – Budapest)
- 2005. június: A fenntarthatóság a pedagógiában (Gimnáziumok Országos Szövetsége–Védegylet – Budapest)

## Díjai, elismerései
- A Magyar Köztársasági Érdemrend kiskeresztje (1996)
- A Magyar Érdemrend tisztikeresztje (2012)